# 贝尔纳黛特·彼得斯
贝尔纳黛特·彼得斯（英語：Bernadette Peters，1948年2月28日—）是一名美国女演员。曾获得金球奖最佳音乐及喜剧类电影女主角。